# Vzhodne Alpe
Vzhodne Alpe je ime za vzhodno polovico Alp, navadno opredeljeno kot območje, vzhodno od črte Bodenskega jezera in alpske doline Rena vse do prelaza Splügen v alpskem razvodju in vzdolž po reki Liro do Komskega jezera na jugu. Vrhovi in gorski prelazi so nižji v primerjavi z Zahodnimi Alpami, medtem ko je razpon širši in manj zakrivljen.

## Geografija
Vzhodne Alpe vključujejo vzhodni del Švice (predvsem Graubünden), celoten Lihtenštajn in večino Avstrije od Vorarlberga do vzhoda, pa tudi dele skrajne južne Nemčije (Zgornja Bavarska), severovzhodno Italijo (Lombardija), severovzhodno Italijo (Trentinsko - Zgornje Poadižje / Južna Tirolska, Benečija in Furlanija-Julijska krajina) in dober del severne Slovenije (Gorenjska in Štajerska). Na jugu je območje omejeno z italijansko Padsko nižino; na severu jih dolina reke Donave loči od Češkega masiva. Najbolj vzhodni rob tvori Dunajski gozd, z Leopoldsbergom s pogledom na Donavo in Dunajsko kotlino, ki je prehodno območje do Karpatov.
Najvišja gora Vzhodnih Alp je Piz Bernina s 4049 m, v skupini Bernina Zahodnih Retijskih Alp v Švici. Edini štiritisočak na območju, njegovo ime izhaja od prelaza Bernina, je leta 1850 prvi osvojil Johann Coaz. Kamnine ki sestavljajo Piz Bernino so diorit in gabro, medtem ko je masiv na splošno sestavljen iz granita (Piz Corvatsch, Piz Palu). Poleg drugih vrhov v območju Bernine, je naslednji najvišji vrh Ortler s 3905 m na italijanskem Južnem Tirolskem in tretji vrh Großglockner s 3798 m, najvišja gora Avstrije. Območje okoli Großglocknerja in sosednji ledenik Pastirica spada med posebna območja varstva v okviru narodnega parka Visoke Ture od leta 1986.
Gora Sulzfluh je dobro obiskana in se nahaja v območju pogorja Rätikon, na meji med Avstrijo in Švico. Na vzhodni strani je planinska pot, ki omogoča tudi običajnim gornikom dosego 2817 metrov visokega vrha. V apneniških gorah obstaja šest znanih jam dolžine med 800 in 3000 m ali več, vse z vhodi na vzhodni strani v Švici.
Grauspitz (Vorder Grauspitze ali Vorder Grauspitz na nekaterih zemljevidih) je najvišji vrh v Rätikonu in se nahaja na meji med Lihtenštajnom in Švico.
Pogorje Rätikon, v osrednjih in vzhodnih Alpah se imenuje po Retija.
Samo približno 30% Graubündena obsega obdelovalne površine, gozdovi pa pokrivajo približno petino celotne površine.  Kanton je popolnoma gorat, obsega pogorja med dolinama rek Ren in Inn. V jugovzhodnem delu leži edini uradni Švicarski narodni park. V severnem delu so se gore oblikovale kot del nariva, ki je bil v letu 2008 razglašen za geološko posebnost na Unescovem seznamu svetovne dediščine pod imenom švicarski Tektonski nariv Sardona. Še en biosferni rezervat je Biosfera Val Müstair v bližini prej omenjenega parka, medtem ko je naravni rezervat Ela eden izmed regionalnih parkov.

## Razdelitev

### Geomorfologija
Pogorja so razdeljena po več globoko razcepljenih rečnih dolinah, večinoma potekajo v smeri vzhod - zahod, ob rekah Inn, Salzach, Aniža, Adiža, Drava in Mura. Po tradicionalni klasifikaciji Alpine Club-a, ki jo pogosto uporabljajo avstrijski in nemški planinci, te gorske verige obsegajo več deset manjših gorskih skupin, vsaka dodeljena enemu od štirih večjih območij:
- Severne apneniške Alpe
- Srednje in vzhodne Alpe
- Južne apneniške Alpe
- Zahodne apneniške Alpe

Švicarska planinska zveza (SAC) ima nekoliko drugačno razvrstitev teh območjih, ki temelji na političnih mejah v kantonu Graubünden. V Italiji je precej pogost Partizione delle Alpi koncept iz leta 1926. V zadnjem času vse nadomešča razdelitev po SOIUSA, ki poskuša združiti različne pristope. V uporabi so tudi drugi posebni, predvsem hidrografski dogovori.

### Tektonika
Alpe obsegajo štiri glavne sisteme pokrova:
- Švicarski pokrov (Helveticum, francosko: Dauphiné), s svojimi glavnimi grebeni v zahodnih Alpah. Sestavljeni so predvsem iz krednih in paleogenskih sedimentnih kamnin v več gubah.
- Peninski pokrov (Penninicum), jurski sedimenti oceana Tetis se raztezajo od evrazijske do jadranske plošče, potisnjene skupaj v alpidski orogenezi. Obsegajo flišno cono in več kristalinskih kamnin v geoloških oknih, kot so Engadinsko okno in okno Visokih Tur v Osrednjih Alpah.
- Sistem Vzhodnih Alp: severne apneniške Alpe, zgrajene iz mezozojskih (triasnih) kamnin, paleozojskih skrilavcev (Kitzbühel in Salzburške skrilaste Alpe) in območje metamorfnih sedimentov, kot tudi kristalinske centralne vzhodne Alpe, predkambrijski in paleozojski ostanki glavnih narivov.
- Južni alpski sistem (Dinarski pokrov) južno od periadriatskega šiva (Valtellina- prelaz Tonale-Pustriška dolina-Ziljska dolina-Karavanke). V glavnem je sestavljen iz mezozojskih in paleozojskih formacij (Karnijske Alpe, Karavanke in več manjših gub), z malo prelomi, katerih pokrovi in gube so usmerjene proti jugu.